# Resolució 893 del Consell de Seguretat de les Nacions Unides
La Resolució 893 del Consell de Seguretat de les Nacions Unides fou adoptada per unanimitat el 6 de gener de 1994. Després de reafirmar les resolucions 812 (1993), 846 (1993), 872 (1993) i 891 (1993) sobre Ruanda, el Consell va assenyalar que la situació a Ruanda podria tenir implicacions per a la veïna Burundi i va autoritzar el desplegament d'un segon batalló militar de la Missió d'Assistència de les Nacions Unides a Ruanda (UNAMIR) a la zona zona desmilitaritzada.
El Consell va instar a ambdues parts a cooperar amb el procés de pau, complir amb els acords d'Arusha i, en particular, establir el més aviat possible un govern de transició ampli. Es va destacar que el suport continuat a la UNAMIR dependrà de la implementació dels acords d'Arusha. Els intents de millorar el diàleg entre les parts pel Secretari General Boutros Boutros-Ghali i el seu representant especial van ser ben rebuts.
Es va donar la benvinguda als esforços dels Estats membres, dels organismes de les Nacions Unides, de l'Organització de la Unitat Africana i de les organitzacions no governamentals que havien proporcionat ajuda humanitària. Finalment, es va demanar al secretari general que continués supervisant la mida i el cost de la UNAMIR.